# Hôtel de ville d'Ivrée
L'hôtel de ville d'Ivrée (localement connu, en italien, comme le Palazzo di Città) est un bâtiment historique siège de la commune d'Ivrée, au Piémont en Italie.

## Histoire

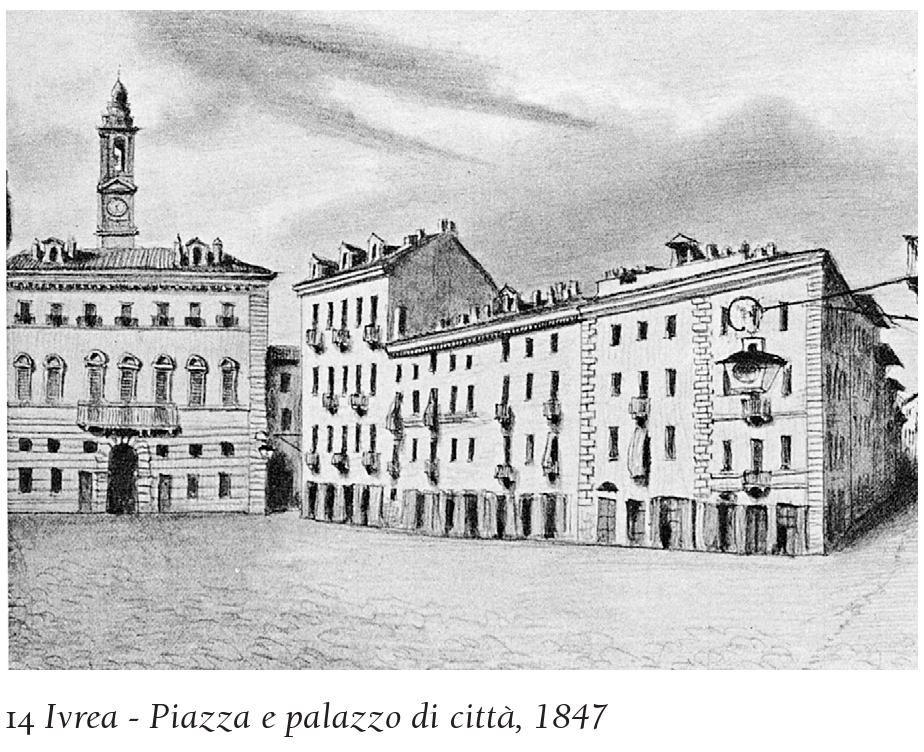
Le Palazzo di Città dans une illustration de 1847

Le siège des assemblées de la Credenza, le conseil communal qui formait le parlement de la libre commune d'Ivrée au Moyen Âge, a été situé du XIVe siècle au XVIIe siècle dans le palais de la Credenza ; ce siège est transféré en 1681 dans la maison Caffarelli, face à l'actuel théâtre Giacosa.
Ce siège étant jugé inadéquat, la réalisation du nouveau palais communal est décrétée le 14 mars 1741, sur le site de l'hôpital De Burgo, abandonné vers 1750. L'ingénieur architecte Pietro Felice Bruschetti est chargé des travaux, mais certaines sources attribuent le projet du bâtiment à l'ingénieur Giovanni Battista Borra.
Les travaux commencent le 3 juillet 1758 et sont achevés en 1761.
La façade principale et l'entrée aulique ont été restaurées.

## Description
Le bâtiment se situe dans la piazza Ferruccio Nazionale, face à l'église San Ulderico.

## Galerie d'images

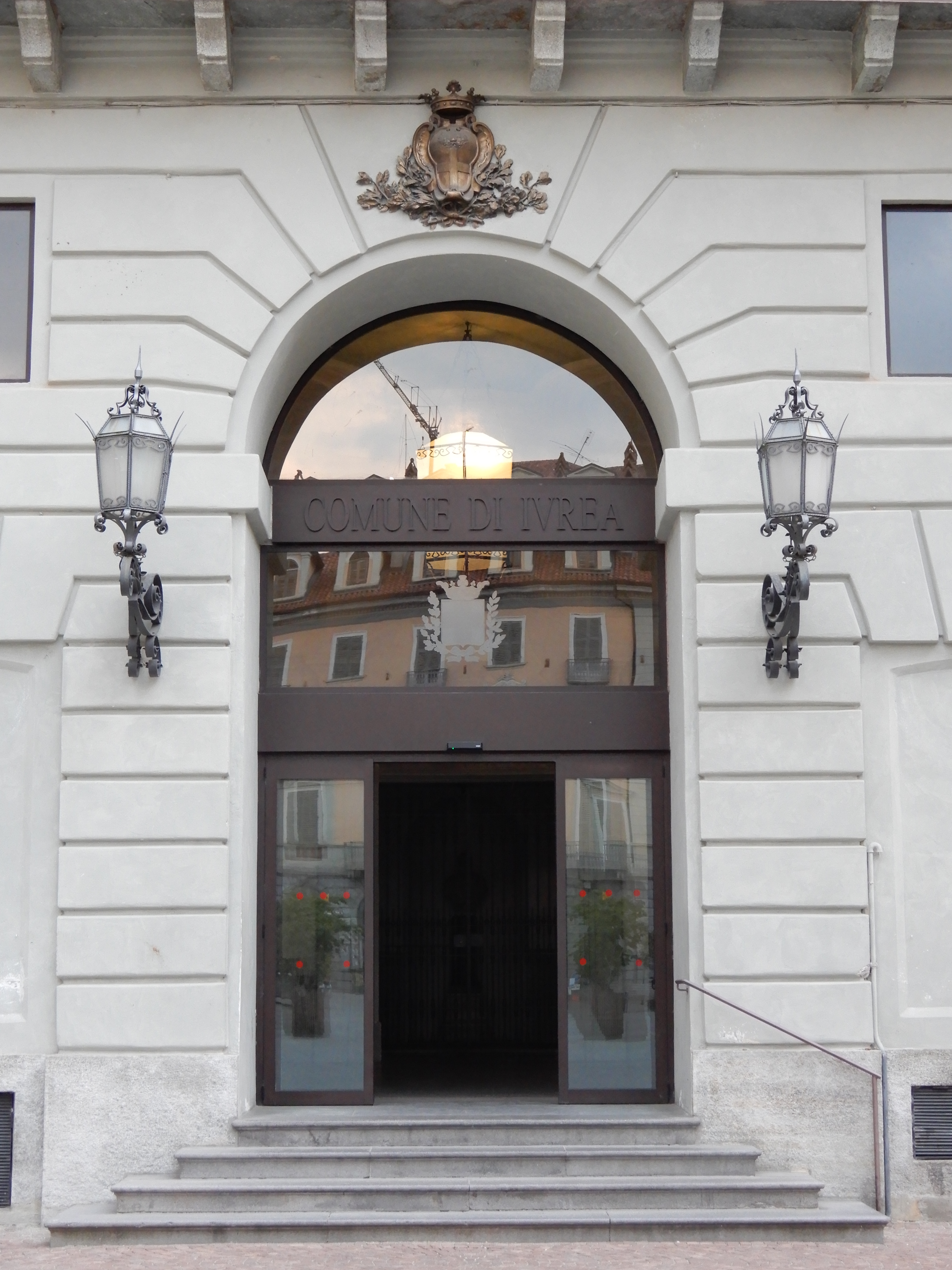
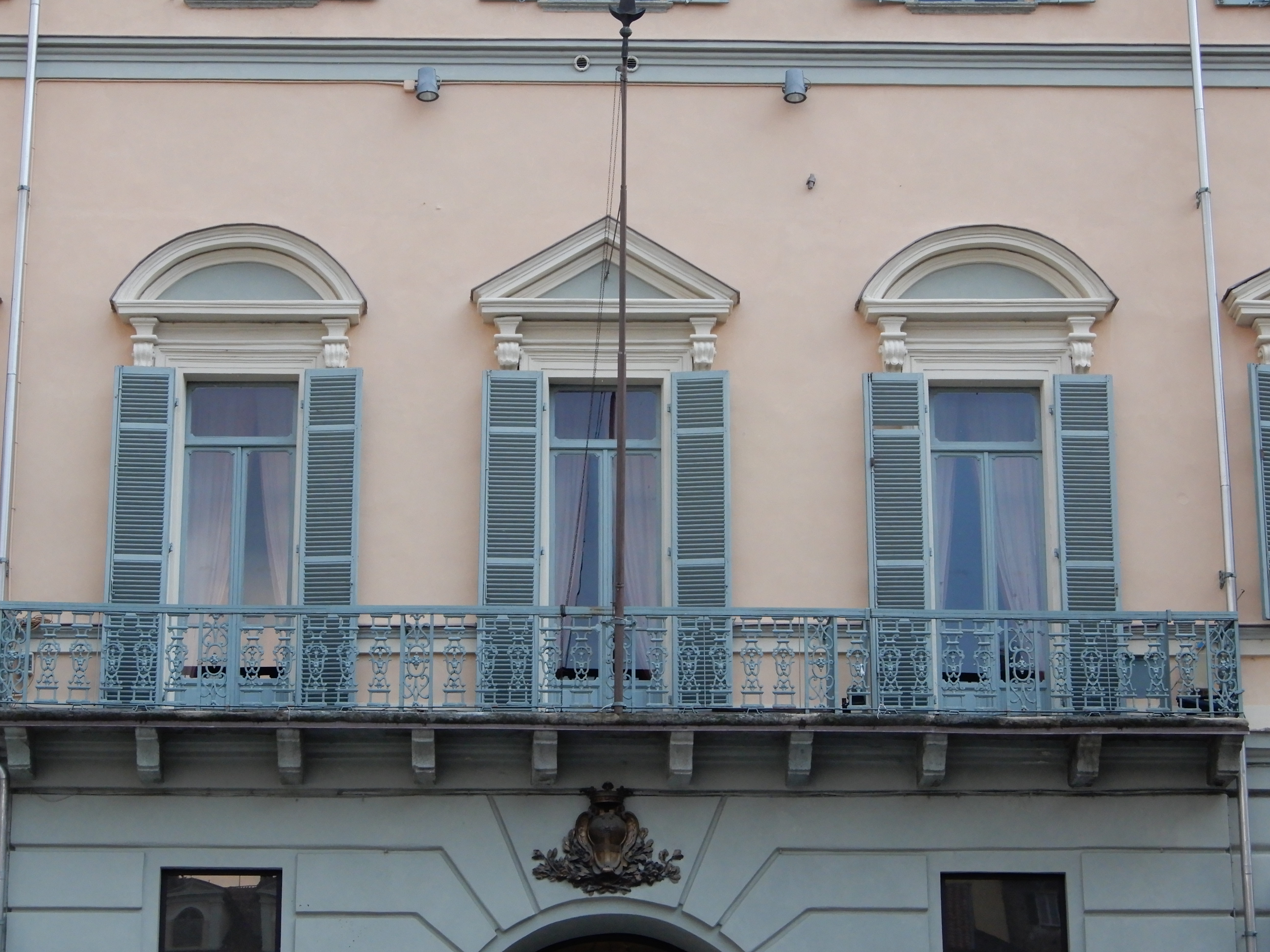
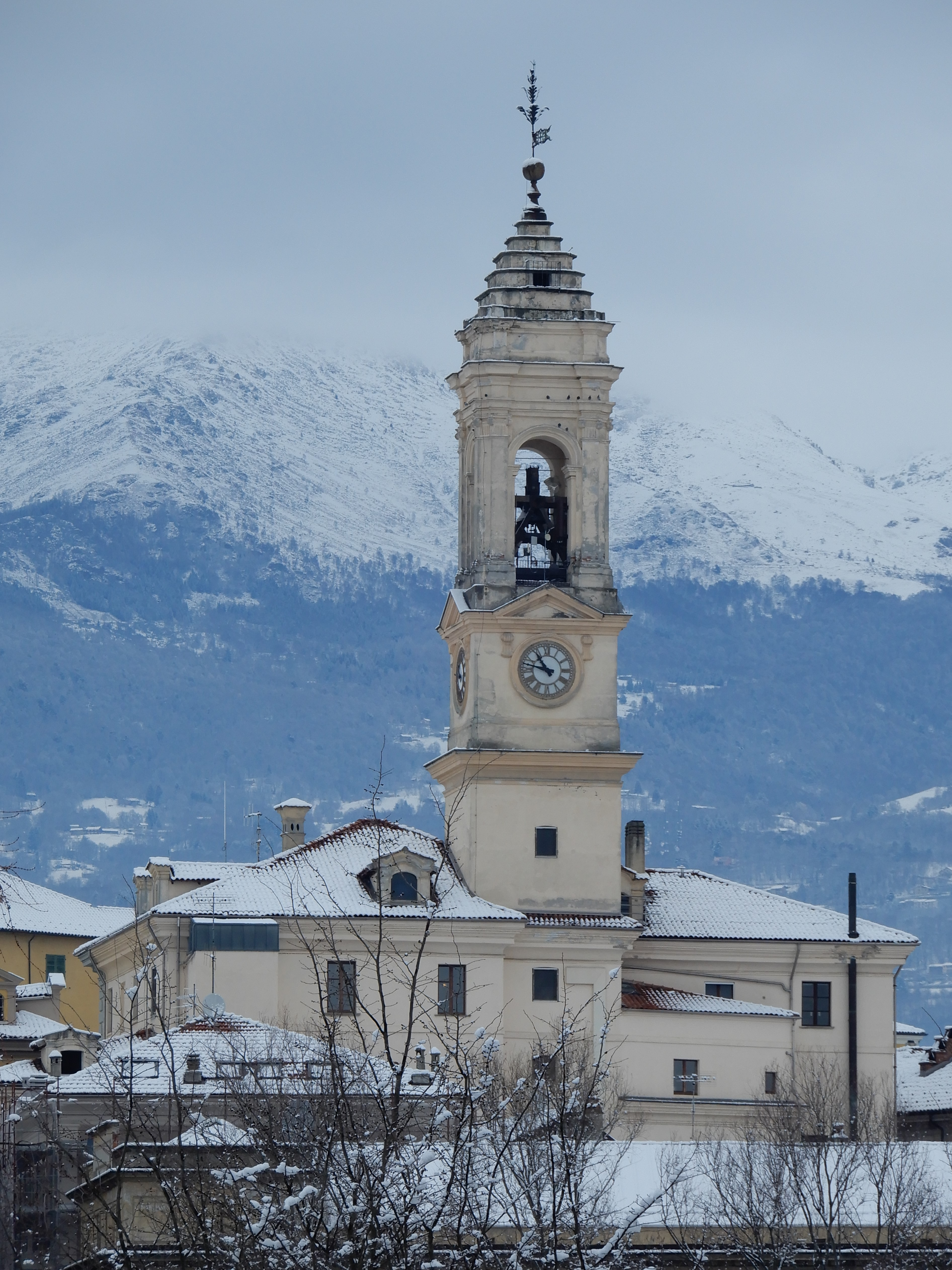